# Штадтольдендорф
Штадтольдендорф (нім. Stadtoldendorf) — місто в Німеччині, розташоване в землі Нижня Саксонія. Входить до складу району Гольцмінден. Адміністративний центр об'єднання громад Ешерсгаузен-Штадтольдендорф.
Площа — 24,86 км2. Населення становить 5613 ос. (станом на 31 грудня 2021).

## Галерея

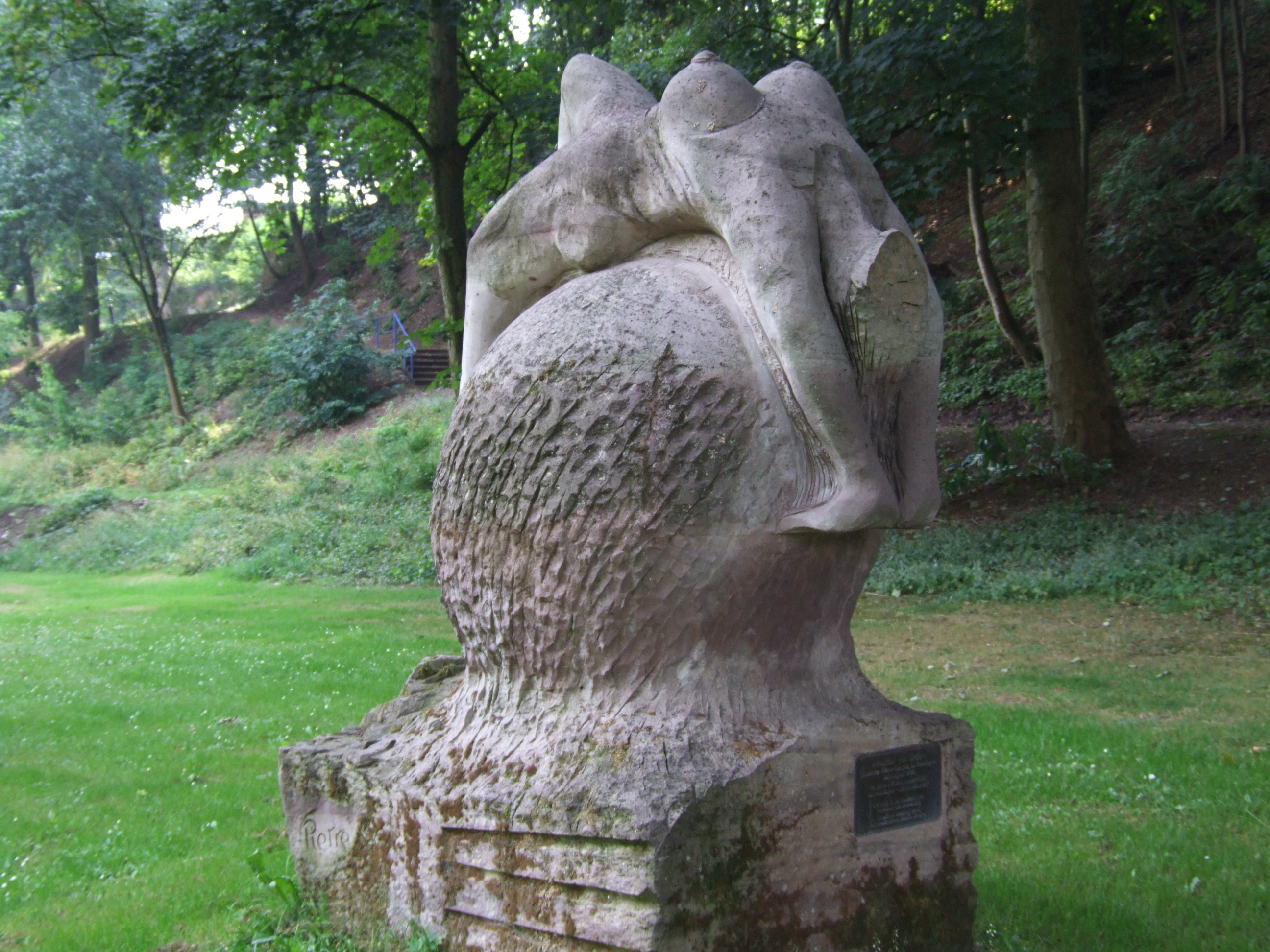
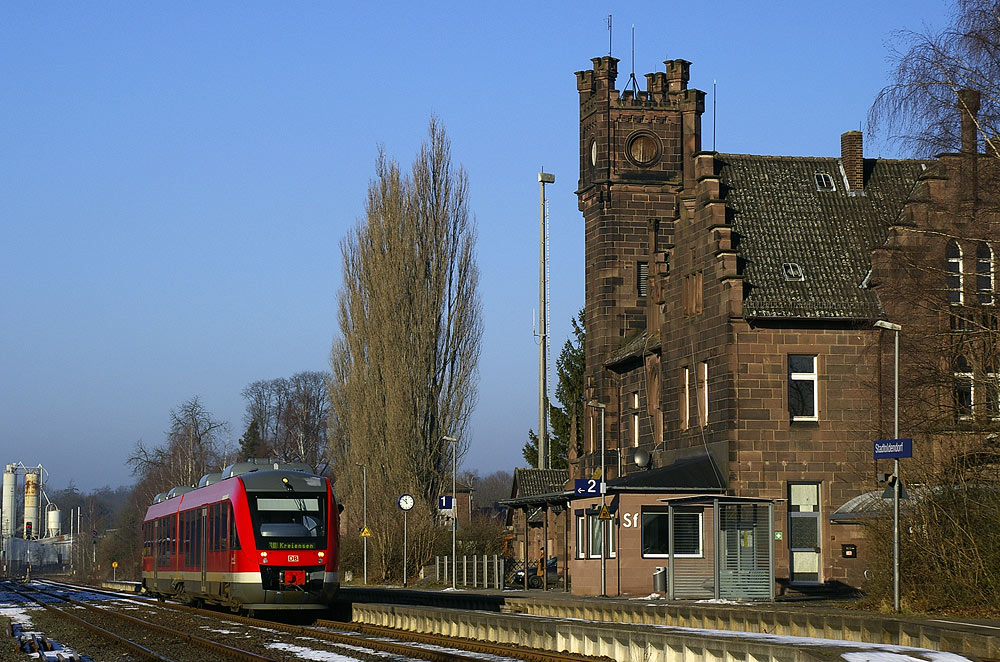
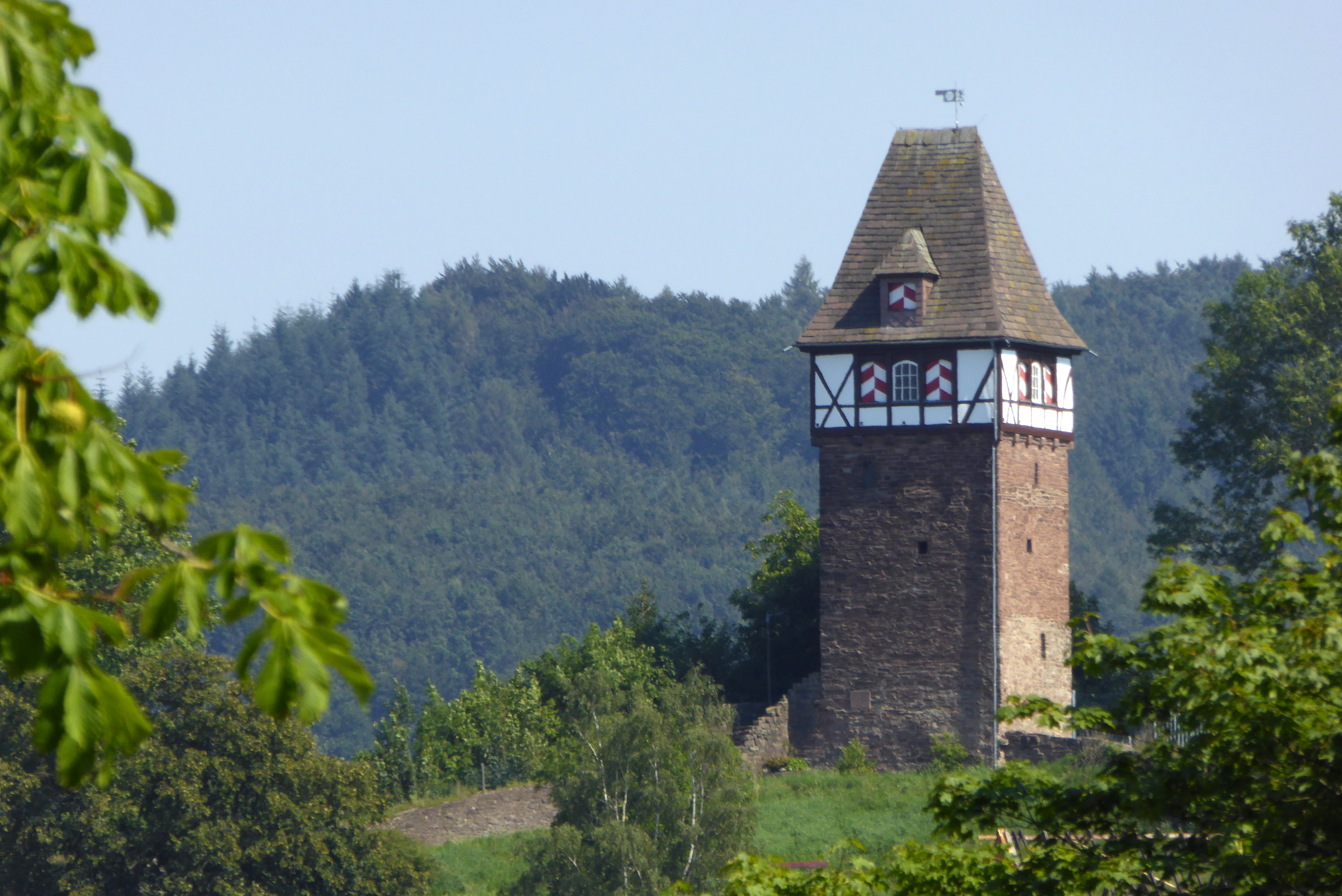
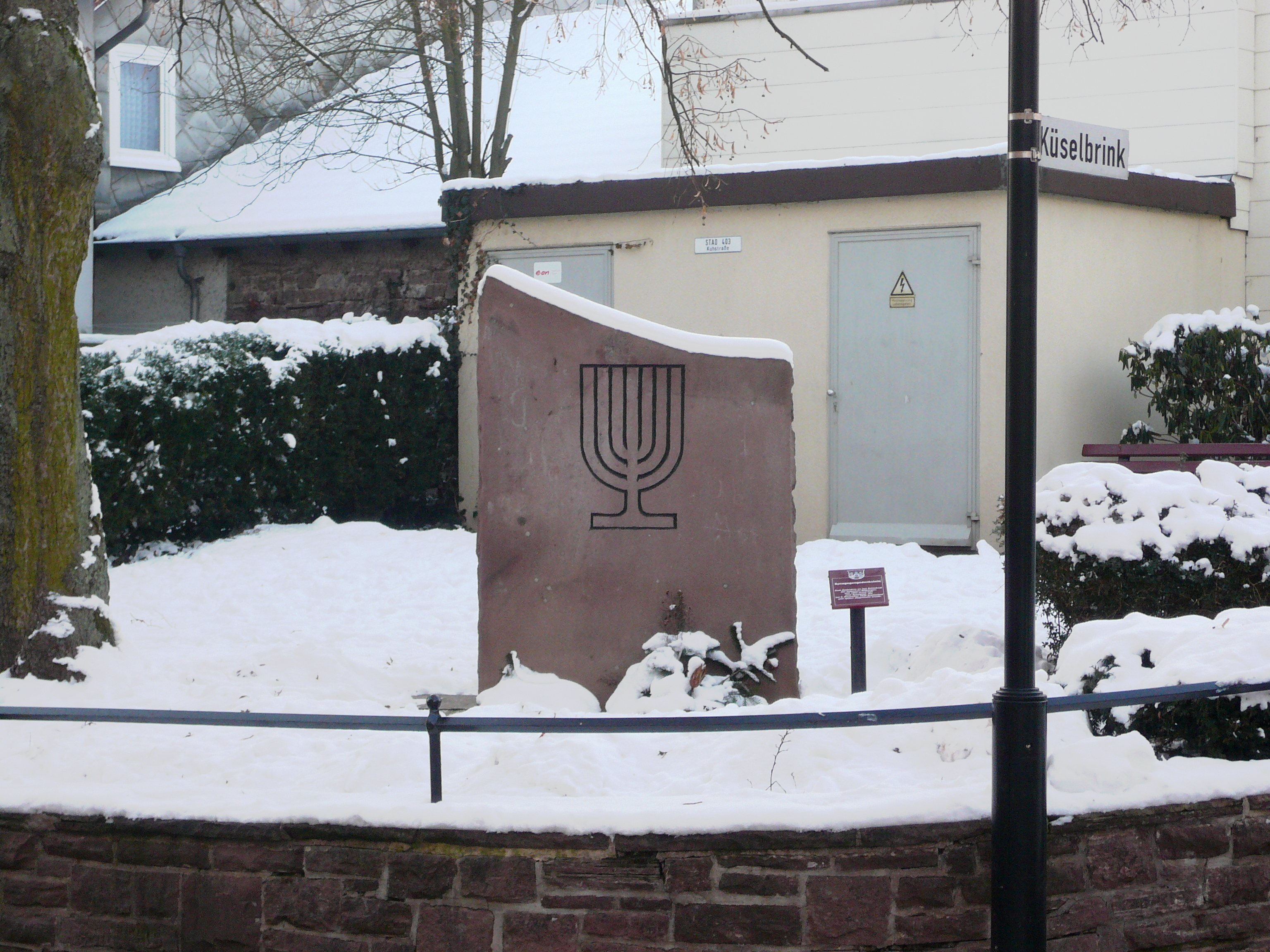